# Polska Racja Stanu
Polska Racja Stanu – polska partia polityczna funkcjonująca w latach 2003–2005 (zarejestrowana w 2004), posiadająca koło poselskie w Sejmie IV kadencji istniejące w latach 2003–2004.
Koło poselskie PRS istniało w Sejmie RP IV kadencji od września 2003 do stycznia 2004. W jego skład wchodzili byli posłowie Samoobrony RP: Stanisław Dulias, Zbigniew Nowak, Jerzy Pękała, Zenon Tyma i Zbigniew Witaszek. Szefem koła był Zbigniew Witaszek, a sekretarzem Stanisław Dulias. Powołano także partię, której przewodniczącym został Zenon Tyma, wiceprzewodniczącymi Zdzisław Jankowski i Zbigniew Witaszek, a sekretarzem Stanisław Dulias. Została ona zarejestrowana 15 listopada 2004.
Po podpisaniu w styczniu 2004 porozumienia z Romanem Jagielińskim i Tomaszem Mamińskim posłowie Polskiej Racji Stanu współtworzyli Federacyjny Klub Parlamentarny wraz z Partią Ludowo-Demokratyczną i Krajową Partią Emerytów i Rencistów, z którego większość z nich wystąpiła w krótkim czasie od podpisania porozumienia. Po przemianowaniu FKP na klub PLD zasiadali w nim Jerzy Pękała i Zbigniew Witaszek. Ten pierwszy pod koniec kadencji zasiadał w kole Stronnictwa Gospodarczego, powstałego z przekształcenia PLD. Nie ubiegał się o reelekcję. Zenon Tyma w 2004 przeszedł do Ligi Polskich Rodzin. Pozostali byli posłowie koła PRS pod koniec kadencji byli niezrzeszeni. Zbigniew Nowak bezskutecznie ubiegał się w wyborach parlamentarnych w 2005 już jako bezpartyjny o mandat w Senacie, a Zbigniew Witaszek (reprezentujący PRS) oraz Stanisław Dulias (jako bezpartyjny) ubiegali się o poselską reelekcję bez powodzenia z list Polskiego Stronnictwa Ludowego. PRS została wyrejestrowana przez sąd 14 listopada 2005. Zbigniew Witaszek w 2006 współtworzył Samoobronę Ruch Społeczny.